# Lantana petitiana
Lantana petitiana là một loài thực vật có hoa trong họ Cỏ roi ngựa. Loài này được A.Rich. mô tả khoa học đầu tiên năm 1850.